# Терраццо
Терраццо (італ. Terrazzo, вен. Terazo) — муніципалітет в Італії, у регіоні Венето, провінція Верона.
Терраццо розташоване на відстані близько 380 км на північ від Рима, 80 км на захід від Венеції, 45 км на південний схід від Верони.
Населення — 2249 осіб (2014).
Щорічний фестиваль відбувається 25 січня. Покровитель — святий Павло.

## Демографія
Населення за роками:

Станом на 1 січня 2023 року в муніципалітеті офіційно проживали 232 іноземці з 23 країн, серед них 66 громадян країн Євросоюзу та 3 громадяни України.

## Сусідні муніципалітети
- Бевілаккуа
- Боскі-Сант'Анна
- Леньяго
- Вілла-Бартоломеа
- Кастаньяро
- Мерлара
- Кастельбальдо